# Nadvoitsy
Nadvoitsy (ryska: Надвоицы, livvi: Vojačču, finska: Vojatšu) är en ort i Karelska republiken i Ryssland. Den hade 7 964 invånare år 2015.